# Jennie Augusta Brownscombe

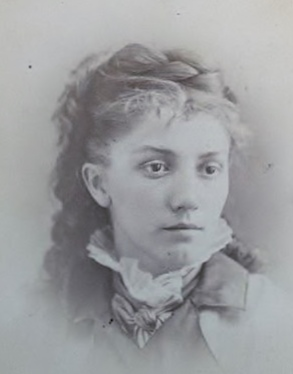
Jennie Brownscombe

Jennie Augusta Brownscombe (* 10. Dezember 1850 in Honesdale, Pennsylvania; † 5. August 1936 in Bayside, Queens, New York City) war eine US-amerikanische Malerin, Designerin, Radiererin und Illustratorin.

## Leben
Jennie Brownscombe wurde am 10. Dezember 1850 in Honesdale, Pennsylvania, als einziges Kind des Farmers William Brownscombe aus Devonshire, England, und der Amerikanerin Elvira Kennedy Brownscombe geboren. Ihr Vater war um 1840 von England in die Vereinigten Staaten immigriert, wo er dann in Honesdale das Familienhaus baute. Ihre Mutter war eine Nachfahrin eines Mayflower-Passagiers und Isaac Stearns, der 1630 in die Kolonien immigrierte. Zeit ihres Lebens war Jennie Brownscombe ein Mitglied der Daughters of the American Revolution und der Historic and Scenic Preservation Society. Ihr Vater starb, als sie 18 Jahre alt war; daraufhin wandte sie sich der Gestaltung von Illustrationen für Bücher und Zeitungen zu.
Brownscombe studierte viele Jahre lang Kunst in New York City sowie in Paris. Brownscombe war ein Gründungsmitglied, Schülerin und später auch Lehrerin an der Art Students League of New York. Sie malte viele Gemälde, vor allem solche über die frühe und koloniale Geschichte Amerikas, darunter das Werk The First Thanksgiving, das sich im Pilgrim Hall Museum in Plymouth, Massachusetts, befindet. Brownscombe verkaufte die Reproduktionsrechte an mehr als 100 Gemälden, sodass viele Drucke, Grußkarten und Kalender mit ihren Werken gestaltet wurden. Ein Großteil ihrer Arbeiten befindet sich in öffentlichen Sammlungen und Museen, ihre Gemälde Interior Scene und Love’s Young Dream zum Beispiel befinden sich in der Dauerausstellung des National Museum of Women in the Arts in Washington, D.C.
Jennie Brownscombe hatte niemals geheiratet und auch keine Kinder gehabt. Ihr Lehrer und Gefährte war der New Yorker Genre- und Stilllebenmaler George Henry Hall, den sie winters oft nach Rom begleitete und der ihr 1913 sein Haus in den Catskill Mountains vererbte. Sie starb am 5. August 1936 im Alter von 85 Jahren in New York City.
Im Jahr 1899 wurde sie von der New York World als „einer der besten amerikanischen Künstler“ ausgezeichnet.

## Galerie

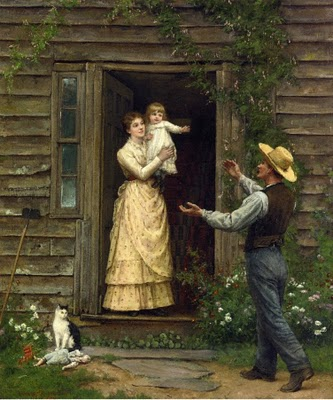
Die Heimkehr, 1885
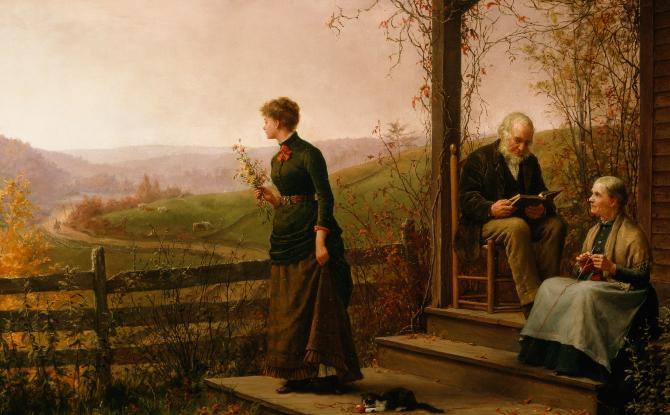
Der Liebe junger Traum, 1887
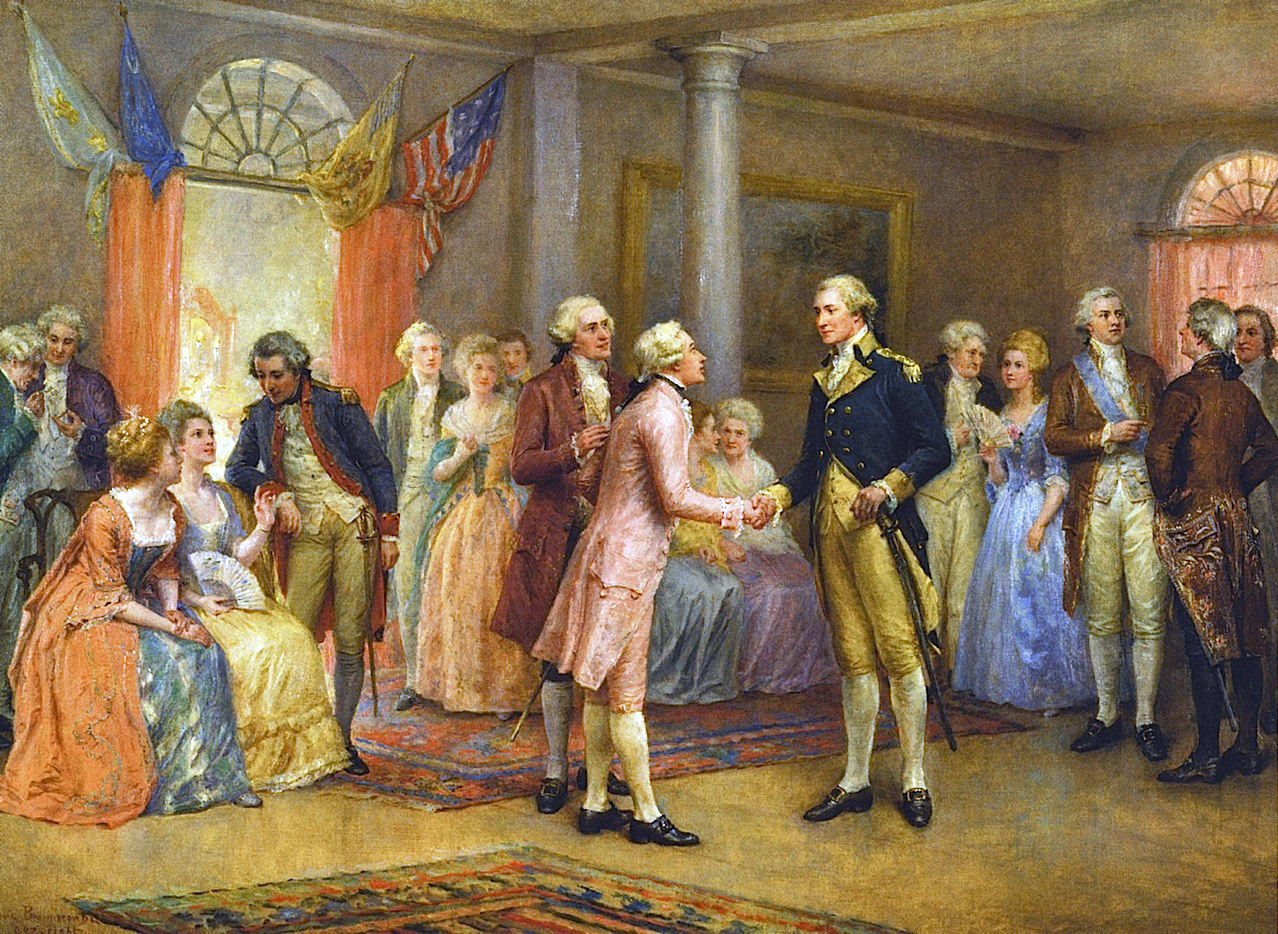
Washington begrüßt Lafayette in Mount Vernon, Ölgemälde, Anfang des 20. Jahrhunderts
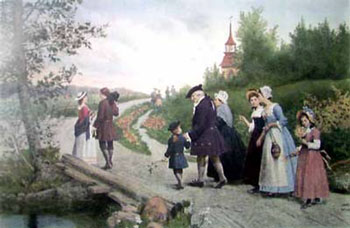
Sonntagmorgen im verschlafenen Hollow, 1902
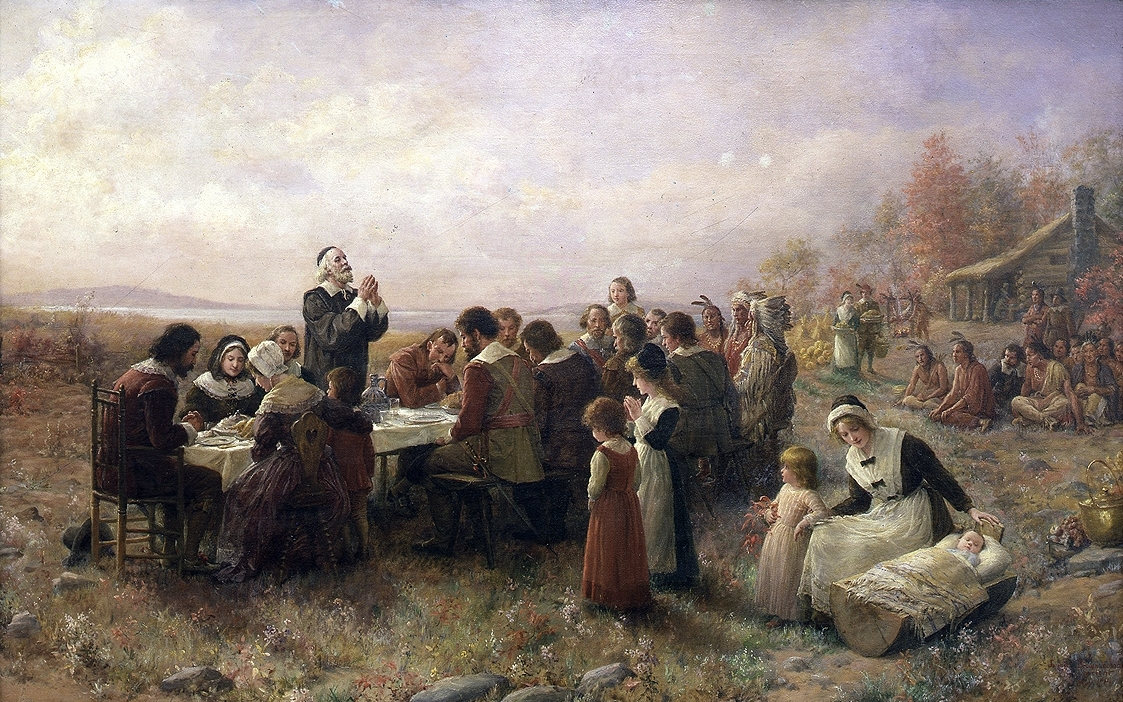
Das erste Thanksgiving in Plymouth, 1914
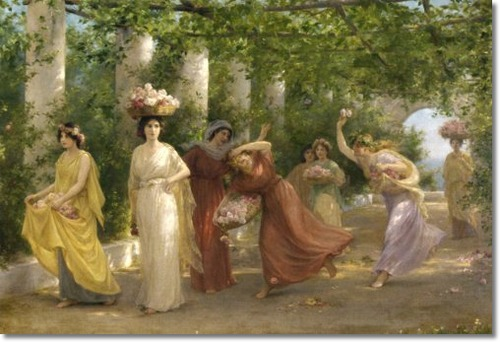
Mädchen und Rosen, 1906
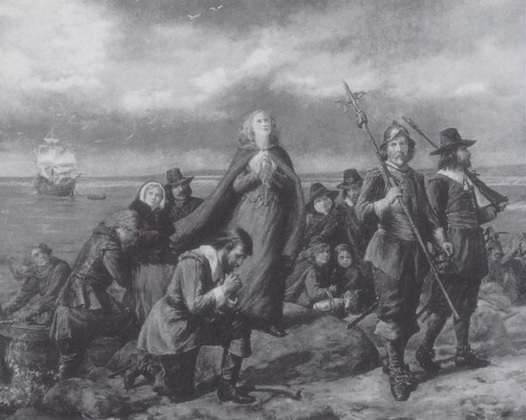
Die Landung der Pilger, etwa 1920, Schwarz-Weiß-Kopie

## Sammlungen
Brownscombes Werke befinden sich unter anderem in folgenden Sammlungen:
| - Cornell Fine Arts Museum, Rollins College, Winter Park, Florida - Franklin National Bank, Franklin Square, New York - Gilcrease Museum, University of Tulsa - Lafayette College, Easton, Pennsylvania - Lincoln School, Honesdale, Pennsylvania | - Museum of Art, Colby College, Waterville, Maine - National Museum of Women in the Arts, Washington, D.C. - Newark Museum, New Jersey - Pilgrim Hall in Plymouth - Wayne County Historical Society |